# PMA-3 (mina)
PMA-3 je jugoslavenska vrsta protupješačke antimagnetne eksplozivne mine, također zvana i klackalica. Mina ima tijelo valjkastog oblika izrađenog od plastične tvari koji se sastoji od gornjeg i dolnjeg dijela koji se dodiruju na središnjem dijelu te na rubnim dijelovima čineći klackalicu a međusobno su povezani gumenom oblogom. Mina koja se nalazi izvan uporabe posjeduje konopac za osiguranje koji povezuje gornji i dolnji dio mine te sprječava aktiviranje pri transportu, skladištenju i manipulaciji, taj se konopac prilikom postavljanja mine u upotrebu odstranjuje.

## Sastavni dijelovi mine
- Tijelo mine: 
  - gornji dio,
  - donji dio s utorom za upaljač i
  - gumena obloga
  - konopac za osiguranje
- eksplozivni naboj
- osigurač
- zaštitni čep i
- upaljač UMPAH-3

## Osobine mine
PMA-3 je mina malih dimenzija te je pogodna za postavljanje na svim vrstama i kategorijama zemljišta. Kućište mine je hermetički zatvoreno te je bojno sposobna više godina. Razminirati minu je teško jer se upaljač nalazi na dolnjoj strani mine te se zbog toga pri razminiranju pribjegava uništavanju na mjestu pronalaska. Eksplozivni naboj mine je smješten bliže gornjem dijelu mine te zbog toga ima razorniji učinak od PMA-2. PMA-3 je mina koja će češće izazvati teške ozljede nego smrtne posljedice.

## Proces aktiviranja
PMA-3 se aktivira nagaznom silom od tri i više kiloponda pri čemu  klackalica lomi kružni dio nosača inicijalne tvari čiji se unutarnji zubovi pomiču te pri trenju koje stvaraju zapaljuju inicijalnu tvar koja plameni impuls prenosi na kapsulu detonator te aktivira eksplozivni naboj same mine.
Ova mina je je pronađena u Albaniji, BIH, Kambodži, Čadu, Čileu, Hrvatskoj, Kosovu, Libanonu, Namibiji i Peruu.

## Specifikacija
- Visina: 40 mm
- promjer: 111 mm
- težina: 0.18 kg
- eksplozivno punjenje: 0.035 kg tetrila ili eventualno TNT
- sila aktivacije: 3 kg i više

## Pogledati također
- Otavski sporazum
- Protupješačke mine
- PROM-1

## Vanjske poveznice
- [neaktivna poveznica]
- PMA-3 (eng.)  Arhivirana inačica izvorne stranice od 29. travnja 2010. (Wayback Machine)